# Acianthera binotii

Acianthera binotii é  uma espécie de orquídea (Orchidaceae) do Rio de Janeiro, Minas Gerais e Santa Catarina, no Brasil. É planta bastante grande, pode atingir sessenta centímetros de altura, similar à Acianthera bicarinata da qual o mais provável é que seja um sinônimo, aparentemente diferencia-se pelo labelo verrucoso que tem dois espessamentos laterais.

## Publicação e sinônimos
- Acianthera binotii (Regel) Pridgeon & M.W.Chase, Lindleyana 16: 242 (2001).

Sinônimos homotípicos:
- Pleurothallis binotii Regel, Trudy Imp. S.-Peterburgsk. Bot. Sada 7: 388 (1880).

Sinônimos heterotípicos:
- Pleurothallis ecallosa Barb.Rodr., Gen. Spec. Orchid. 2: 24 (1881).